# 森託綜合房產信託投資法人
森託綜合房產信託投資法人（東證1部：8961）由日本森託資產管理株式會社（森トラスト・アセットマネジメント株式会社）旗下信託管理，主要經營日本所有地區房地產及酒店產業。包括銀座MTR大廈、三田MT大廈等有形資產。
而每年財政年度則為3月31日止。
其股份自2004年於東京證券交易所房地產信託基金板上市。